# D型消聲榴彈發射器
D型裝置“啄木鳥”（俄語：Изделие Д «Дятел»；Дятел意為“啄木鸟”）是在1960年代由前苏联生產的微声槍榴彈發射複合武器系統。該發射裝置建基於一柄旋轉後拉栓動式單膛室單發手槍，它本身發射9×93毫米微声子彈，亦可用以發射BMYa-31 30毫米微声榴彈。該彈藥藉由本身的特殊結構，將火藥燃氣堵塞於彈殼以內以實現微声擊發；而這樣亦類似於S4M所發射的7.62×63毫米PZ消聲手枪子彈。

## 歷史
自生產以後的長時間內，D型複合武器一直由克格勃、蘇聯武裝部隊的特種部隊，以及陸軍偵察部隊所使用，直到被基於卡拉什尼科夫自動步槍的微声系統（例如6S1“金絲雀”）所取代。

## 設計特徵
D型裝置本身是一柄大型單發手槍，可手動裝填特殊的9毫米彈藥。手槍本身配用兩種彈藥：一是裝填了一顆穿甲彈丸的PFAM“方陣”（ПФАМ «Фаланга»；重量約28克，初速可達260米／秒）；二是PMAM“喉舌”（ПМАМ «Мундштук»）空包彈，用於搭配該槍的槍口附件以發射槍榴彈。在機匣的頂部裝有可調節的瞄準具，用於發射常規彈藥。當發射30毫米微声槍榴彈時，可在槍口以上裝上杯型榴彈發射附件，然後在武器的左側裝上額外的瞄準具。為了瞄準射擊，該武器配有可調節的枪托與两脚架。

## 外部連結
- （英文）—Modern Firearms.net—Device D（页面存档备份，存于）
- （俄文）—Гранатомет-карабин «Буря» (изделие «ДМ») и гранатомет-пистолет «Дятел (изделие «Д») на страницах weaponland.ru（页面存档备份，存于）
- （俄文）—Гранатомет-пистолет «Дятел» (Изделие «Д») на страницах getwar.ru（页面存档备份，存于）
- （俄文）—Гранатомет-пистолет «Дятел» (Изделие «Д») на оружейном портале gunscity.ru（页面存档备份，存于）
- （乌克兰語）—Изделие «Д» на страницах gun.ucoz.ua（页面存档备份，存于）
- （简体中文）—槍炮世界—D消声手枪/榴弹发射器（页面存档备份，存于）